# شون كينغ (كرة سلة)
شون كينغ (بالإنجليزية: Shawn King)‏ مواليد 7 يونيو 1982 في ترينيداد وتوباغو، هو لاعب كرة سلة ترينيدادي. بدأ مسيرته الاحترافية في سنة 2008. يلعب في الدوري البولندي لكرة السلة كلاعب وسط. يحمل الرقم 33. يبلغ طوله 6 قدم 10 بوصة (2.1 م).

## المسيرة الاحترافية
لعب مع نادي هوبسي بولزلا لكرة السلة من سنة 2008 إلى 2010، ثم لعب مع نادي أوديسا لكرة السلة في موسم 2011–2012، ثم لعب مع نانسي باسكت في الدوري الفرنسي في موسم 2012–2013، ثم لعب مع فيرتوس بالاكانسترو بولونيا في موسم 2013–2014، ثم لعب مع إس تي بي لو هافر في الدوري الفرنسي في موسم 2014–2015، ثم لعب مع بي سي إم جرافيلين في سنة 2016.

## روابط خارجية
- شون كينغ على موقع الاتحاد الدولي لكرة السلة (الإنجليزية)
- شون كينغ على موقع كرة السلة الأوروبية.كوم (الإنجليزية)
- شون كينغ على موقع كلية كرة السلة في سبورتس رفرنس.كوم (الإنجليزية)
- شون كينغ على موقع ريلجم (الإنجليزية)
- شون كينغ على موقع بروبوليرز (الإنجليزية)
- شون كينغ على موقع سبورتس رفرنس (الإنجليزية)